# 天下御免の馬侍
「天下御免の馬侍」（てんかごめんのうまざむらい）は、わかぎゑふ作・演出の演劇作品。中之島演劇祭2006で桂吉朝追善興行として中之島4丁目テントにてリリパットアーミーIIが上演。2006年10月27日（金）～29日（日）の3日間公演された。

## あらすじ
時は現代、演劇界に高橋秀之助という大スターがいた。現代劇からミュージカル、ドラマとなんでもこなす天才スターだが、本文は時代劇。今も、大ヒット中のテレビ番組「天下御免の馬侍」の舞台版の上演中である。そんな秀之助のマネージャーを務める要が、ある日、一座の役者の喧嘩に巻き込まれ、舞台の奈落に落ち込んでしまう…。気を失っていた要が目を覚まさすと、そこは戦国時代！しだいに、紅葉城と呼ばれる大和田家の跡目争いに巻き込まれてゆくことに…。
果たして次の城主は誰の手に？そして当の要は現代に戻ることができるのか？若者たちの不安が終結する宴の日が明けてゆく…。

## キャスト
- 大和田嘉昭 - 桂吉弥
- 吉田亀次郎 - 野田晋市
- 大和田龍之介 - 上瀧征宏
- 大和田彪之介 - 上田泰三
- 時也 - わかぎえふ
- 龍之介家来 - 上田宏
- 多重の方 - 千田訓子、宮川サキ
- 桔梗 - 山下晶
- 山吹 - 早川丈二
- アヤ - 祖父江伸如
- 忍犬ハヤテ - わかぎえふ
- 花園天皇 - 生田朗子
- 曽我部竹禪 - 河原新一
- 菅原道永 - 朝深大介
- 吉村菊王丸 - 森崎正弘
- 月之介 - 濱﨑大介
- 花房 - 宮村陽子
- 京之介 - 米倉啓
- 舞乃 - 谷川未佳
- 名無し丸 - よしもとあさり
- 鶴丸 - 小野雄也
- 尊治親王 - 橋田雄一郎
- 波留子 - 小椋あずき
- 葉月 - 谷川未佳
- 楠木阿久太郎 - 佐藤拓道
- 一八 - 三代澤康司

## スタッフ
- 舞台監督 - 山本真一郎
- 舞台美術 - 池田ともゆき
- 照明プラン - 高山晴彦（PAC)
- 照明オペレーション - 千原悦子（PAC）
- 音響 - 宮崎孝幸
- サンプラオペレーション - 橋本奈々子
- 殺陣 - 高倉良文（ネコ脱出）
- 大道具 - アーティスティックポイント
- 衣装・小道具 - リリパットアーミーⅡ
- 宣伝美術 - 東學（188）
- 写真 - 樋口裕昭
- 制作 - 玉造小劇店